# Ligariella
Ligariella bicornuta es un género de mantis de la familia Mantidae.

## Especies
Las especies de este género son:
- Ligariella australis
- Ligariella bicornuta
- Ligariella bolivari
- Ligariella diabolica
- Ligariella gracilis
- Ligariella trigonalis